# Anápolis
För andra betydelser, se Anápolis (olika betydelser).
Anápolis är en stad och kommun i Brasilien och ligger i delstaten Goiás. Kommunen har cirka 360 000 invånare. Goiânia, delstatens huvudstad, är belägen cirka 5 mil sydväst om Anápolis och Brasília, landets huvudstad, ligger cirka 14 mil i nordostlig riktning.

## Administrativ indelning
Kommunen var år 2010 indelad i fem distrikt:
- Anápolis
- Goialândia
- Interlândia
- Joanápolis
- Sousânia

Distriktet Rodrigues Nascimento ingick i kommunen fram till 2002, då distriktet omformades och bildade kommunen Campo Limpo de Goiás.

## Befolkningsutveckling
| Område              | Areal (km²)   | Invånarantal 1 augusti 2000¹ | Invånarantal 1 augusti 2010 | Invånarantal 1 juli 2014 |
| ------------------- | ------------- | ---------------------------- | --------------------------- | ------------------------ |
| Kommun              | 933,16        | 283 395                      | 334 613                     | 361 991                  |
| Urban befolkning    | Ingen uppgift | 277 207                      | 328 755                     | Ingen uppgift            |
| ...varav centralort | Ingen uppgift | 274 642                      | 325 583                     | Ingen uppgift            |

¹Exklusive distriktet Rodrigues Nascimento.